# غول بلسي (السبرة)

تعديل مصدري - تعديل

غول بلسي محلة تابعة لقرية الجرف، التابعة لعزلة زبيد بمديرية السبرة إحدى مديريات محافظة إب في الجمهورية اليمنية.، بلغ تعداد سكانها 59 حسب تعداد اليمن لعام 2004.